# 丹麥的亞斯里王子
亚斯里·克里斯蒂安·乔治（丹麥語：Prins Axel Christian Georg，1888年8月12日—1964年7月14日），为丹麦的瓦尔德马王子次子，丹麦国王克里斯蒂安九世孙。丹麦的瓦尔德马王子诸位王子中，只有他保留王位继承权。1932年，他成为国际奥林匹克委员会委员，后又在北欧航空公司身任高职。与堂姊丹麦的英格堡公主与堂姊夫卡尔王子长女玛格丽特结婚，两人共育有2子：乔治王子、弗莱明王子。